# Marco Amelia
Marco Amelia (sinh ngày 2 tháng 4 năm 1982) là thủ môn bóng đá người Ý. Anh là một cựu thành viên của Đội tuyển bóng đá quốc gia Ý - đội giành chiến thắng tại World Cup 2006.

## Thống kê sự nghiệp

### Câu lạc bộ
Tính đến 14 tháng 5 năm 2014
| Câu lạc bộ          | Mùa giải            | Giải đấu            | Giải đấu | Giải đấu | Cúp quốc gia | Cúp quốc gia | Châu Âu | Châu Âu | Khác | Khác | Tổng cộng | Tổng cộng |
| Câu lạc bộ          | Mùa giải            | Hạng                | Trận     | Bàn      | Trận         | Bàn          | Trận    | Bàn     | Trận | Bàn  | Trận      | Bàn       |
| ------------------- | ------------------- | ------------------- | -------- | -------- | ------------ | ------------ | ------- | ------- | ---- | ---- | --------- | --------- |
| Roma                | 1999–2000           | Serie A             | 0        | 0        | 0            | 0            | 0       | 0       | —    | —    | 0         | 0         |
| Roma                | 2000–01             | Serie A             | 0        | 0        | 0            | 0            | 0       | 0       | —    | —    | 0         | 0         |
| Roma                | Tổng cộng           | Tổng cộng           | 0        | 0        | 0            | 0            | 0       | 0       | —    | —    | 0         | 0         |
| Livorno             | 2001–02             | Serie C1            | 1        | 0        | 0            | 0            | —       | —       | —    | —    | 1         | 0         |
| Livorno             | 2002–03             | Serie B             | 35       | 0        | 2            | 0            | —       | —       | —    | —    | 37        | 0         |
| Livorno             | 2004–05             | Serie A             | 31       | 0        | 2            | 0            | —       | —       | —    | —    | 33        | 0         |
| Livorno             | 2005–06             | Serie A             | 36       | 0        | 3            | 0            | —       | —       | —    | —    | 39        | 0         |
| Livorno             | 2006–07             | Serie A             | 30       | 0        | 0            | 0            | 8       | 1       | —    | —    | 38        | 1         |
| Livorno             | 2007–08             | Serie A             | 33       | 0        | 0            | 0            | —       | —       | —    | —    | 33        | 0         |
| Livorno             | Tổng cộng           | Tổng cộng           | 166      | 0        | 7            | 0            | 8       | 1       | —    | —    | 181       | 1         |
| Lecce (mượn)        | 2003–04             | Serie A             | 13       | 0        | 1            | 0            | —       | —       | —    | —    | 14        | 0         |
| Lecce (mượn)        | Tổng cộng           | Tổng cộng           | 13       | 0        | 1            | 0            | —       | —       | —    | —    | 14        | 0         |
| Parma (mượn)        | 2003–04             | Serie A             | 0        | 0        | 1            | 0            | 1       | 0       | —    | —    | 2         | 0         |
| Parma (mượn)        | Tổng cộng           | Tổng cộng           | 0        | 0        | 1            | 0            | 1       | 0       | —    | —    | 2         | 0         |
| Palermo             | 2008–09             | Serie A             | 34       | 0        | 1            | 0            | —       | —       | —    | —    | 35        | 0         |
| Palermo             | Tổng cộng           | Tổng cộng           | 34       | 0        | 1            | 0            | —       | —       | —    | —    | 35        | 0         |
| Genoa               | 2009–10             | Serie A             | 30       | 0        | 0            | 0            | 5       | 0       | —    | —    | 35        | 0         |
| Genoa               | Tổng cộng           | Tổng cộng           | 30       | 0        | 0            | 0            | 5       | 0       | —    | —    | 35        | 0         |
| Milan               | 2010–11             | Serie A             | 4        | 0        | 1            | 0            | 3       | 0       | —    | —    | 8         | 0         |
| Milan               | 2011–12             | Serie A             | 9        | 0        | 4            | 0            | 1       | 0       | 0    | 0    | 14        | 0         |
| Milan               | 2012–13             | Serie A             | 11       | 0        | 1            | 0            | 1       | 0       | —    | —    | 13        | 0         |
| Milan               | 2013–14             | Serie A             | 5        | 0        | 0            | 0            | 1       | 0       | —    | —    | 6         | 0         |
| Milan               | Tổng cộng           | Tổng cộng           | 29       | 0        | 6            | 0            | 6       | 0       | 0    | 0    | 41        | 0         |
| Tổng cộng sự nghiệp | Tổng cộng sự nghiệp | Tổng cộng sự nghiệp | 272      | 0        | 16           | 0            | 20      | 1       | 0    | 0    | 308       | 1         |

### Đội tuyển quốc gia
| Ý         | Ý    | Ý   |
| Năm       | Trận | Bàn |
| --------- | ---- | --- |
| 2005      | 1    | 0   |
| 2006      | 2    | 0   |
| 2007      | 2    | 0   |
| 2008      | 3    | 0   |
| 2009      | 1    | 0   |
| Tổng cộng | 9    | 0   |

## Danh hiệu

### Câu lạc bộ
Roma
- Serie A: 2000–01

Livorno
- Serie C1: 2001–02 (girone A)

### Đội tuyển
U-21 Ý
- Huy chương vàng Giải vô địch bóng đá U-21 châu Âu: 2004
- Huy chương đồng Thế vận hội Mùa hè: 2004

Ý
- Giải bóng đá vô địch thế giới: 2006